# Minúscula

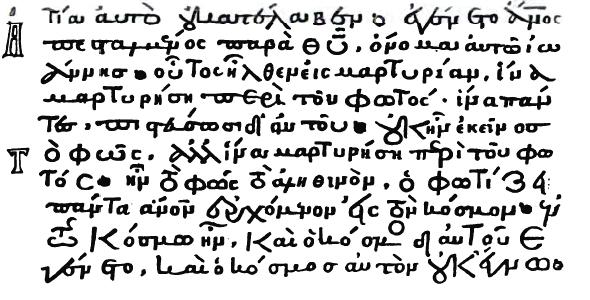
Exemple de text grec en minúscula en el Codex ebnerianus (cap al 1100).

La minúscula és la versió menor de les lletres d'un determinat alfabet. En l'alfabet llatí, les lletres minúscules són: a, b, c... Les lletres minúscules de l'alfabet català són:
a b c d e f g h i j k l m n o p q r s t u v x y z.
Originalment els textos s'escrivien exclusivament amb lletres majuscúles, de mida fixa, i delimitades entre una línia superior i una línia inferior. A base d'escriure-les ràpidament, les lletres van anar adquirint una forma simplificada i més arrodonida, i fins i tot lligada (la forma de les lletres depenia del context, de les lletres anterior i posterior); les actuals lletres minúscules es van originar a partir d'aquestes formes simplificades, que ja no s'escriuen delimitades entre dues línies.

## Origen de la minúscula a l'alfabet llatí
El concepte de lletres minúscules existeix a l'alfabet llatí, a l'alfabet grec i a l'alfabet ciríl·lic.
| Alfabet   | Majúscules  | Majúscules petites | Minúscules  |
| --------- | ----------- | ------------------ | ----------- |
| Llatí     | ABCDEZHKLM  | ABCDEZHKLM         | abcdezhklm  |
| Grec      | ΑΒΓΔΕΖΗΙΚΛΜ | ΑΒΓΔΕΖΗΙΚΛΜ        | αβγδεζηικλμ |
| Ciríl·lic | АВГДЕЗИКЛМ  | АВГДЕЗИКЛМ         | авгдезиклм  |

Originalment, l'alfabet llatí estava escrit només amb lletres majúscules que estaven ben delimitades entre una línia superior i una línia inferior. En el primer segle va aparèixer la  minúscula cursiva d'escriptura més ràpida i convenient per a  llapis, de manera que les lletres tendeixen a assumir una forma arrodonida i molt més senzilla, del tipus uncial. Posteriorment, al segle iii, es va convertir en semiuncial.
Aquestes escriptures més tard van donar lloc al naixement de la minúscula carolíngia, desenvolupada per Alcuí per a ser emprada al tribunal de Carlemany, que aviat s'estendria àmpliament a tot Europa. Per primera vegada, va ser d'ús comú utilitzar lletres majúscules i minúscules juntes en un text.
Tradicionalment, moltes lletres importants -com les del principi de les oracions o els noms propis- eren més grans que les altres; s'inserien amb diferents escrits, tot i que encara hi havia un sistema fix fins a principis del segle xviii (i fins i tot quan tots els noms van ser escrits en majúscules, el sistema va ser seguit en alemany, però no en anglès). Actualment, les regles per a l'ús de majúscules i minúscules varien d'un idioma a l'altre; per exemple en català, castellà, italià i en francès les majúscules s'apliquen en la inicial de noms propis, i en alemany per a la inicial de tots els substantius.

## Altres alfabets
També es van produir desenvolupaments similars en altres alfabets. La minúscula de l'alfabet grec es va originar al segle VII i va adquirir la seva forma quadrilinear al segle viii. Amb el pas del temps, les lletres d'una forma inconscient es van barrejar cada cop més en els escrits. El text grec més antic en minúscula és el de Vangeli Uspenski (MS 461) de 835. La pràctica moderna de capitalitzar en cada frase sembla haver-se importat (i normalment no s'usa en imprimir material en grec antic).
Altres alfabets bicamerals a part del llatí i el grec són el ciríl·lic, el copte, l'armeni, el xeroqui i l'osage. L'alfabet georgià té tres variants i en alguns moments històrics s'han usat com a majúscules i minúscules, però en georgià modern no ho fa.
A l'alfabet samarità les lletres minúscules són inusuals en abjad com ho són també als alfabets: hebreu, siríac i àrab, que normalment s'escriuen en un únic tipus de lletra.

## Xifres

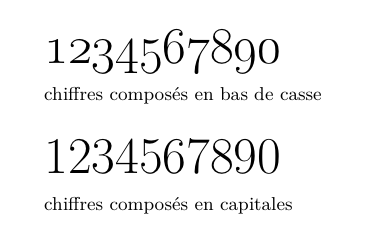

En alguns tipus de lletra hi ha  números en "minúscules". Així com els números en majúscules normalment tots ocupen el mateix espai vertical (des de la línia base a l'altura de les lletres majúscules), els números en minúscules hi ha números de trets  descendents (3, 4, 5, 7 i 9), números de trets de trets ascendents (6 i 8), i, la resta (0, 1 i 2) tenen una alçada igual a alçada de la x.
En tipografia la lletra minúscula s'anomena lletra de caixa baixa.

## Ús
Tradicionalment hi havia el costum d'escriure amb una mida més gran les lletres més importants, com les que assenyalen el començament de frase, o els noms propis. Actualment aquestes lletres s'escriuen amb la seva forma majúscula.
En els escrits que distingeixen entre majúscules i minúscules, la primera s'utilitza en la majoria de text i en la majoria de cada text, deixant les segones quan cal destacar i per a contextos particulars.